# Uzina de Apă din Suceava

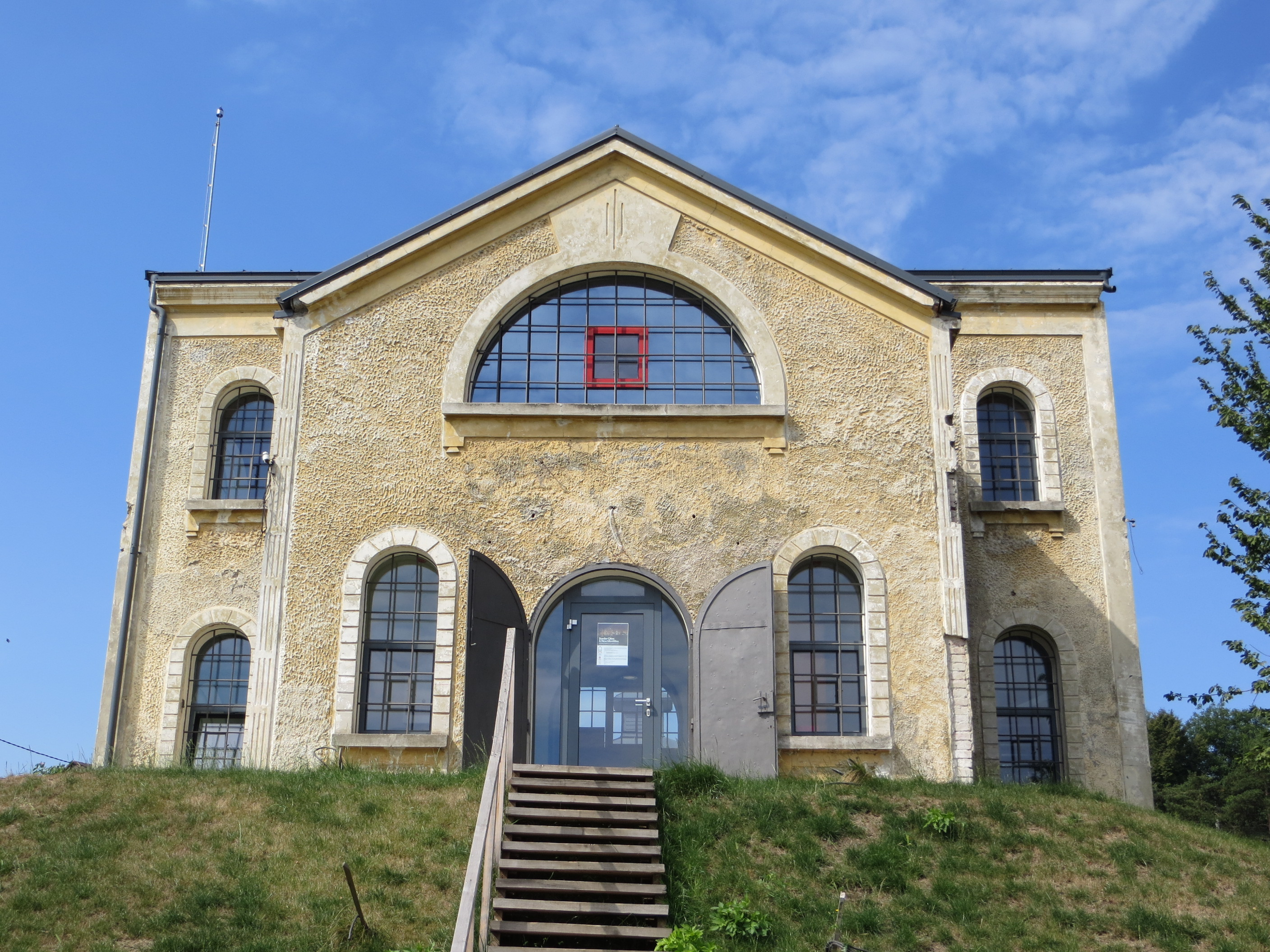
Uzina de Apă din Suceava

Uzina de Apă din Suceava (în germană Wasserwerk der Stadt Suceava) este un ansamblu de clădiri cu valoare de patrimoniu industrial în care a funcționat fosta uzina de apă a orașului Suceava, dată în folosință la data de 12 august 1912. Ea se află pe Strada Apeductului nr. 4, în zona Suhat.
Acest edificiu a fost inclus, sub denumirea de „Fosta Uzină de Apă”, pe Lista monumentelor istorice din județul Suceava din anul 2004, având codul de clasificare  SV-II-m-B-21030.
În clădire funcționează Centrul de Arhitectură, Cultură urbană și Peisaj „Uzina de Apă” Suceava.